# Knut Torell
Knut Emanuel Torell (Norra Sandsjö, 1 mei 1885 - Österhaninge församling, 24 december 1966) was een Zweeds turner.
Torell won tijdens de Olympische Zomerspelen 1912 in eigen land de gouden medaille met de Zweedse ploeg in de landenwedstrijd Zweeds systeem.

## Olympische Zomerspelen
| Jaar | Plaats    | Resultaten          |
| ---- | --------- | ------------------- |
| 1912 | Stockholm | team Zweeds systeem |